# Сали Бериша
Сали Рам Бериша (алб. Sali Ram Berisha; Вичидољ, 15. октобар 1944) албански је политичар и кардиолог. Између 1992. и 1997. био је председник Албаније, а касније од 2005. до 2013. председник Владе Албаније. Члан је Демократске странке Албаније.
Забрањен му је улазак у САД и Уједињено Краљевство након што је оптужен за „умешаност у значајну корупцију” и везе са организованим криминалним групама и криминалцима који представљају „ризик по јавну безбедност у Албанији”. Бериша је 30. децембра 2023. стављен у кућни притвор због оптужби за корупцију у његовим претходним владама. Пуштен је на слободу по судском налогу 27. новембра 2024.

## Биографија
Родио се у селу Вичидољ близу границе са Србијом (Косово и Метохија). Његова породица припада племену Бериша. Дипломирао је на медицинском факултету у Универзитета у Тирани (1967), а у Паризу се специјализовао у области геодинамике. У периоду 1980—1990. био је професор на Универзитету у Тирани. Има звање доктора наука и радио је као кардиолог.
Члан је Демократске Партије Албаније. Постао је председник Албаније наследивши Рамиза Алију а њега је наследио Реџеп Мејдани. Постао је 44. премијер Албаније 2005. године заменивши Фатоса Нана.

## Умешаност у рат на Космету
Током рата на Косову и Метохији, Бериша је био један од главних трговаца оружјем, којим је снабдевао побуњене етничке Албанце, односно терористичку Ослободилачку војску Косова. Током рата се центар за куповину наоружања налазио у кући Берише на северу Албаније у селу Прифч код Тропоје, близу границе са Србијом.